# Liste der Stolpersteine in Unna

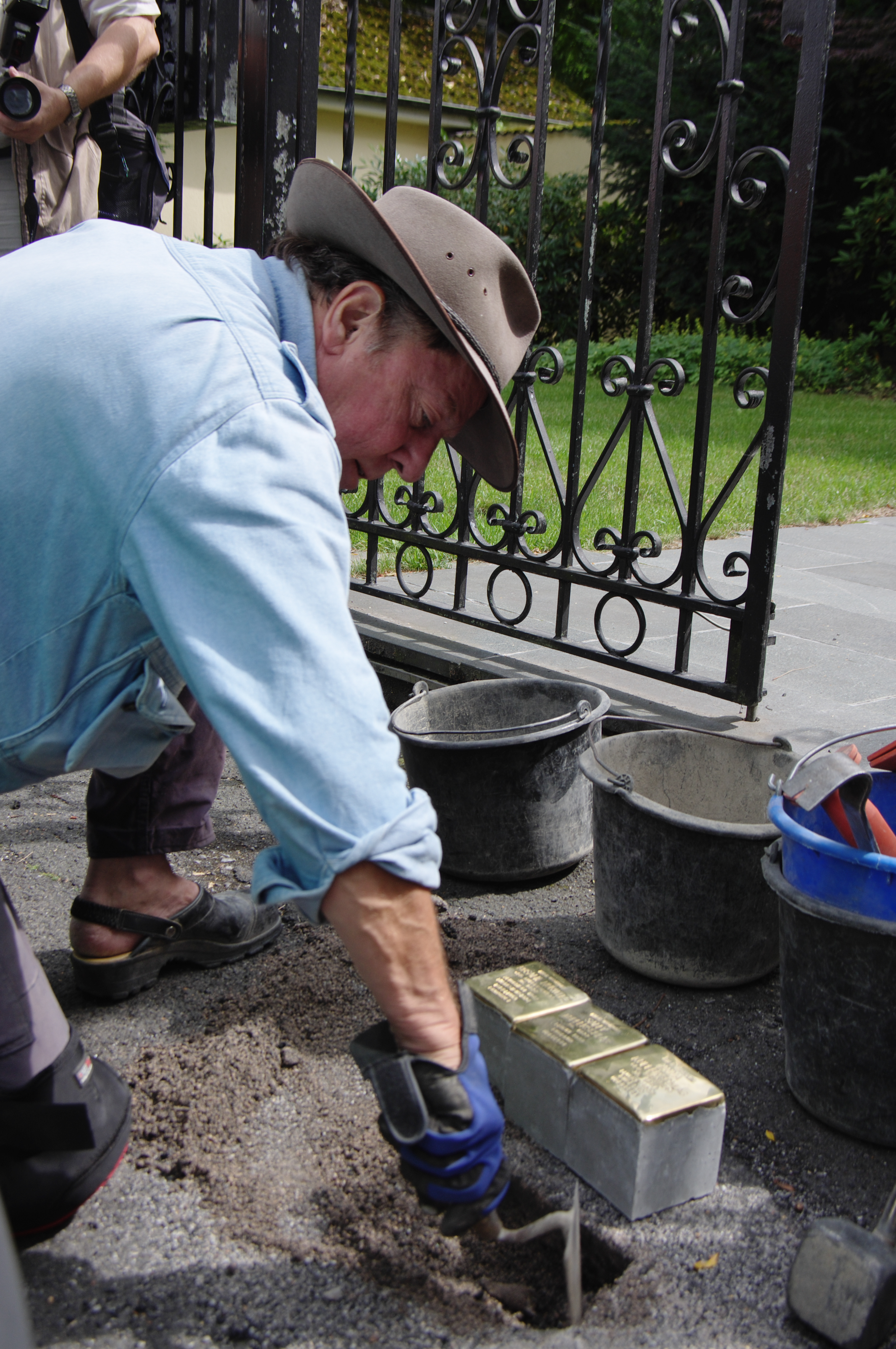
Gunter Demnig 2010 bei einer Stolpersteinverlegung in Unna

Die Liste der Stolpersteine in Unna enthält Stolpersteine, die im Rahmen des gleichnamigen Kunst-Projekts von Gunter Demnig in Unna verlegt wurden. Mit ihnen soll an Opfer des Nationalsozialismus erinnert werden, die in Unna lebten und wirkten.

## Verlegte Stolpersteine
| Adresse                                                                         | Verlege- datum | Person, Inschrift | Bild                                                                                       | Anmerkung |
| ------------------------------------------------------------------------------- | --- | --- | ------------------------------------------------------------------------------------------ | --------- |
| Bahnhofstraße 10 ·                                                              | 28. Jan. 2022 | Hier arbeitete Moritz Rosenbaum, Jg. 1874, gedemütigt/entrechtet, tot 16.08.1935                                                                                 |                                                                                            |           |
| Bahnhofstraße 10 ·                                                              | 28. Jan. 2022 | Hier arbeitete Clementine Rosenbaum, geb. Schoemann, Jg. 1874, unfreiwillig verzogen, 1939 Köln, Deportiert 1942, Theresienstadt, 1944 Auschwitz, ermordet       |                                                                                            |           |
| Bahnhofstraße 25 (Lage)                                                         | 4. Juni 2012 | Hier wohnte Julius Brandenstein, Jg. 1877, deportiert 15.6.1942, Theresienstadt, Flucht in den Tod 15.7.1942                                                     |                                                                                            |           |
| Bahnhofstraße 25 (Lage)                                                         | 4. Juni 2012 | Hier wohnte Frieda Brandenstein, geb. Rosenmeyer, Jg. 1884, deportiert 15.6.1942, Theresienstadt, Flucht in den Tod 16.7.1942                                    |                                                                                            |           |
| Bahnhofstraße 25 (Lage)                                                         | 4. Juni 2012 | Hier wohnte Lotte Brandenstein, verh. Kaufmann, Jg. 1911, Flucht 1938, USA, überlebt                                                                             |                                                                                            |           |
| Bahnhofstraße 25 (Lage)                                                         | 4. Juni 2012 | Hier wohnte Kurt Brandenstein, Jg. 1920, Flucht 1937, USA, überlebt                                                                                              |                                                                                            |           |
| Bahnhofstraße 25 (Lage)                                                         | 28. Jan. 2022 | Hier wohnte Josef Reifenberg, Jg. 1855, Deportiert 1942, Theresienstadt, Tot 27.07.1942                                                                          |                                                                                            |           |
| Bahnhofstraße 25 (Lage)                                                         | 28. Jan. 2022 | Hier wohnte Rosalie Reifenberg, geb. Brandenstein, Jg. 1863, Deportiert 1942, Theresienstadt, Tot 23.12.1942                                                     |                                                                                            |           |
| Bahnhofstraße 25 (Lage)                                                         | 28. Jan. 2022 | Hier wohnte Josef Rosenmeyer, Jg. 1854, Tot 04.10.1935 |                                                                                            |           |
| Bahnhofstraße 25 (Lage)                                                         | 28. Jan. 2022 | Hier wohnte Friederike Rosenmeyer, geb. Rosenmeyer, Jg. 1858, Hilden 1938, Tot 14.04.1942                                                                        |                                                                                            |           |
| Bornekampstraße 4                                                               | | Hier wohnte Bernhard Isaac, Jg. 1878, Deportiert 1942, Theresienstadt, Freikauf, Transport 5.2.1945 in die Schweiz, überlebt                                     | Stolpersteine Isaac                                                                        |           |
| Bornekampstraße 4                                                               | Hier wohnte Sophie Isaac, Jg. 1875, Deportiert 1942, Theresienstadt, Freikauf, Transport 5.2.1945 in die Schweiz, tot 1945 | | Stolpersteine Isaac                                                                        |           |
| Bornekampstraße 4                                                               | Hier wohnte Rudolf Isaac, Jg. 1906, Flucht 1933, Südafrika, überlebt                                                       | | Stolpersteine Isaac                                                                        |           |
| Bornekampstraße 4                                                               | Hier wohnte Erhard Max Isaac, Jg. 1908, Gedemütigt/entrechtet, Flucht in den Tod, 6.6.1934 in Kamen                        | | Stolpersteine Isaac                                                                        |           |
| Dorotheenstraße 29                                                              | 12. Aug. 2010 | Hier wohnte Edmund Müller, Jg. 1883, Deportiert 1942, Zamosc, ermordet                                                                                           | Stolpersteine Müller                                                                       |           |
| Dorotheenstraße 29                                                              | 12. Aug. 2010 | Hier wohnte Bertha Müller, Jg. 1887, Deportiert 1942, Zamosc, ermordet                                                                                           | Stolpersteine Müller                                                                       |           |
| Eulenstraße 6 und 8 ·                                                           | 6. Juni 2014 | Hier wohnte Max Löwenstein, Jg. 1879, deportiert 1942, Theresienstadt, ermordet 17.4.1944                                                                        |                                                                                            |           |
| Eulenstraße 6 und 8 ·                                                           | 6. Juni 2014 | Hier wohnte Hedwig Löwenstein, geb. Rosenberg, Jg. 1881, deportiert 1942, Theresienstadt, ermordet 20.11.1942                                                    |                                                                                            |           |
| Eulenstraße 6 und 8 ·                                                           | 6. Juni 2014 | Hier wohnte Emmi Löwenstein, Jg. 1912, gedemütigt/entrechtet, tot 5.5.1938                                                                                       |                                                                                            |           |
| Eulenstraße 6 und 8 ·                                                           | 6. Juni 2014 | Hier wohnte Julius Schulte, Jg. 1909, deportiert 1943, ermordet in Auschwitz                                                                                     |                                                                                            |           |
| Eulenstraße 6 und 8 ·                                                           | 6. Juni 2014 | Hier wohnte Toni Schulte, geb. Löwenstein, Jg. 1915, deportiert 1943, ermordet in Auschwitz                                                                      |                                                                                            |           |
| Eulenstraße 6 und 8 ·                                                           | 6. Juni 2014 | Hier wohnte Leo Schulte, Jg. 1938, deportiert 1943, ermordet in Auschwitz                                                                                        |                                                                                            |           |
| Friedrich-Ebert-Straße 31                                                       | | Hier wohnte Julius Weinberg, Jg. 1873, Flucht 1939, England, überlebt                                                                                            | Stolpersteine Weinberg                                                                     |           |
| Friedrich-Ebert-Straße 31                                                       | Hier wohnte Klara Weinberg, geb. Busack, Jg. 1878, Flucht 1939, England, überlebt                                          | | Stolpersteine Weinberg                                                                     |           |
| Friedrich-Ebert-Straße 31                                                       | Hier wohnte Else Weinberg, Jg. 1900, Flucht 1939, England, überlebt                                                        | | Stolpersteine Weinberg                                                                     |           |
| Friedrich-Ebert-Straße 26 (Lage)                                                | 4. Juni 2012 | Hier wohnte Siegfried Hanauer, Jg. 1878, Flucht 1937, Palästina, überlebt                                                                                        | Stolpersteine Hanauer                                                                      |           |
| Friedrich-Ebert-Straße 26 (Lage)                                                | 4. Juni 2012 | Hier wohnte Käthe Hanauer, geb. Grünewald, Jg. 1887, Flucht 1937, Palästina, überlebt                                                                            | Stolpersteine Hanauer                                                                      |           |
| Friedrich-Ebert-Straße 26 (Lage)                                                | 4. Juni 2012 | Hier wohnte Felix Hanauer, Jg. 1912, Flucht, Palästina, überlebt                                                                                                 | Stolpersteine Hanauer                                                                      |           |
| Friedrich-Ebert-Straße 26 (Lage)                                                | 4. Juni 2012 | Hier wohnte Paul Hanauer, Jg. 1915, Flucht 1938, Palästina, überlebt                                                                                             | Stolpersteine Hanauer                                                                      |           |
| Friedrich-Ebert-Straße 26 (Lage)                                                | 4. Juni 2012 | Hier wohnte Elfriede Hanauer, verh. Brotzen, Jg. 1920, Flucht 1938, Palästina, überlebt                                                                          | Stolpersteine Hanauer                                                                      |           |
| Friedrich-Ebert-Straße 26 (Lage)                                                | 4. Juni 2012 | Hier wohnte Viktor Hanauer, Jg. 1911, Flucht, Südafrika, überlebt                                                                                                | Stolpersteine Hanauer                                                                      |           |
| Gerhart-Hauptmann-Straße 8 (Lage)                                               | 12. Aug. 2010 | Hier wohnte Magarete Weisner, geb. Rosenberg, Jg. 1897, deportiert 1943, Theresienstadt, 1944 Auschwitz ermordet                                                 |                                                                                            |           |
| Gerhart-Hauptmann-Straße 8 (Lage)                                               | 12. Aug. 2010 | Hier wohnte Ellen Weisner, Jg. 1924, deportiert 1943, Theresienstadt, 1944 Auschwitz ermordet                                                                    |                                                                                            |           |
| Gerhart-Hauptmann-Straße 8 (Lage)                                               | 12. Aug. 2010 | Hier wohnte Ruth Weisner, Jg. 1929, deportiert 1943, Theresienstadt, 1944 Auschwitz ermordet                                                                     |                                                                                            |           |
| Gerhart-Hauptmann-Straße 8 (Lage)                                               | 5. Juli 2017 | Hier wohnte Walter Rosenberg, Jg. 1894, gedemütigt/entrechtet, Flucht in den Tod 10.10.1935                                                                      |                                                                                            |           |
| Gerhart-Hauptmann-Straße 8 (Lage)                                               | 5. Juli 2017 | Hier wohnte Friedrich Rosenberg, Jg. 1895, mit Hilfe überlebt |                                                                                            |           |
| Gerhart-Hauptmann-Straße 8 (Lage)                                               | 5. Juli 2017 | Hier wohnte Heinz Rosenberg, Jg. 1910, Flucht 1936, Kolumbien |                                                                                            |           |
| Gerhart-Hauptmann-Straße 10 (Lage)                                              | 12. Aug. 2010 | Hier wohnte Siegfried Arensberg, Jg. 1905, deportiert 1941, Riga, ermordet                                                                                       |                                                                                            |           |
| Gerhart-Hauptmann-Straße 10 (Lage)                                              | 12. Aug. 2010 | Hier wohnte Hildegard Arensberg, geb. Elkan, Jg. 1914, deportiert 1941, Riga, 1944 Stutthof ermordet                                                             |                                                                                            |           |
| Gerhart-Hauptmann-Straße 10 (Lage)                                              | 5. Juli 2017 | Hier wohnte David Rosenberg, Jg. 1856, gedemütigt/entrechtet, tot 21.3.1933                                                                                      |                                                                                            |           |
| Gerhart-Hauptmann-Straße 10 (Lage)                                              | 5. Juli 2017 | Hier wohnte Bertha Rosenberg, geb. Heilbronn, Jg. 1868, gedemütigt/entrechtet, tot 29.6.1934                                                                     |                                                                                            |           |
| Gerhart-Hauptmann-Straße 10 (Lage)                                              | 5. Juli 2017 | Hier wohnte Hugo Rosenberg, Jg. 1898, Flucht 1936, Holland, Kolumbien                                                                                            |                                                                                            |           |
| Gerhart-Hauptmann-Straße 10 (Lage)                                              | 5. Juli 2017 | Hier wohnte Fritz Weinberg, Jg. 1903, "Schutzhaft" 1938, Sachsenhausen, deportiert 1942, Zamosc, ermordet                                                        |                                                                                            |           |
| Gerhart-Hauptmann-Straße 10 (Lage)                                              | 5. Juli 2017 | Hier wohnte Margarethe Weinberg, geb. Rosenberg, Jg. 1901, deportiert 1942, Zamosc, ermordet                                                                     |                                                                                            |           |
| Goethestraße 1 ·                                                                | 11. Dez. 2015 | Hier wohnte Erich Jacobs, Jg. 1906, Flucht 1941, Cuba |                                                                                            |           |
| Goethestraße 1 ·                                                                | 11. Dez. 2015 | Hier wohnte Hetti Jacobs, geb. Jettchen Neumann, Jg. 1909, Flucht 1941, Cuba                                                                                     |                                                                                            |           |
| Hammer Straße 27 ·                                                              | | Hier wohnte Abraham Saal, Jg. 1881, Polenaktion 1938, ??? |                                                                                            |           |
| Hammer Straße 27 ·                                                              | Hier wohnte Hilda Saal, geb. Penner, Jg. 1883, Polenaktion 1938, ???                                                       | |                                                                                            |           |
| Hammer Straße 27 ·                                                              | Hier wohnte Samuel Saal, Jg. 1909, Flucht 1936, USA, überlebt                                                              | |                                                                                            |           |
| Hammer Straße 27 ·                                                              | Hier wohnte Josef Saal, Jg. 1912, Polenaktion 1938, Flucht, USA, überlebt                                                  | |                                                                                            |           |
| Hammer Straße 27 ·                                                              | Hier wohnte Max Saal, Jg. 1913, Polenaktion 1938, tot in Riga                                                              | |                                                                                            |           |
| Hammer Straße 27 ·                                                              | Hier wohnte Leonore Saal, Jg. 1921, Polenaktion 1938, Flucht, USA, überlebt                                                | |                                                                                            |           |
| Hemmerder Dorfstraße 66 ·                                                       | 17. Dez. 2013 | Hier wohnte Karl Stern, Jg. 1892, unfreiwillig verzogen, 1942 Kessebüren, deportiert 1945, Theresienstadt, befreit/überlebt                                      |                                                                                            |           |
| Hemmerder Dorfstraße 66 ·                                                       | 17. Dez. 2013 | Hier wohnte Emma Stern, geb. Höltermann, Jg. 1900, unfreiwillig verzogen, 1942 Kessebüren, überlebt                                                              |                                                                                            |           |
| Hemmerder Dorfstraße 66 ·                                                       | 17. Dez. 2013 | Hier wohnte Walter Stern, Jg. 1925, unfreiwillig verzogen, 1942 Kessebüren, Arbeitslager Le Havre, mehrmals geflohen, Thüringer Wald, versteckt gelebt, überlebt |                                                                                            |           |
| Hemmerder Dorfstraße 66 ·                                                       | 17. Dez. 2013 | Hier wohnte Horst Stern, Jg. 1929, unfreiwillig verzogen, 1942 Kessebüren, Arbeitslager Kassel, mehrmals geflohen, versteckt gelebt, überlebt                    |                                                                                            |           |
| Hertinger Straße 20 (Heute Nr. 26) ·                                            | | Hier wohnte Heinrich Stegmann, Jg. 1870, Polenaktion 1938, ???                                                                                                   |                                                                                            |           |
| Hertinger Straße 20 (Heute Nr. 26) ·                                            | Hier wohnte Salomon Birnbach, Jg. 1897, Polenaktion 1938, Majdanek, ???                                                    | |                                                                                            |           |
| Hertinger Straße 20 (Heute Nr. 26) ·                                            | Hier wohnte Anna Birnbach, geb. Stegmann, Jg. 1905, Polenaktion 1938, Majdanek, ???                                        | |                                                                                            |           |
| Hertinger Straße 20 (Heute Nr. 26) ·                                            | Hier wohnte Hella Birnbach, Jg. 1928, Flucht 1938, Holland, ???                                                            | |                                                                                            |           |
| Kirchplatz 10 ·                                                                 | 7. Mai 2015 | Hier wohnte Meta Eichenwald, geb. Grünewald, Jg. 1885, Flucht 1939                                                                                               |                                                                                            |           |
| Kirchplatz 10 ·                                                                 | 7. Mai 2015 | Hier wohnte Erich Werner Eichenwald, Jg. 1909, Flucht 1937, Kolumbien                                                                                            |                                                                                            |           |
| Kirchplatz 10 ·                                                                 | 7. Mai 2015 | Hier wohnte Grete Eichenwald, Jg. 1911, Flucht 1939, Kolumbien                                                                                                   |                                                                                            |           |
| Kirchplatz 10 ·                                                                 | 7. Mai 2015 | Hier wohnte Gerhard Wolf, Jg. 1907, Flucht 1939, Kolumbien |                                                                                            |           |
| Kirchplatz 10 ·                                                                 | 7. Mai 2015 | Hier wohnte Hedwig Herta Wolff, geb. Eichenwald, Jg. 1913, Flucht 1939, Kolumbien                                                                                |                                                                                            |           |
| Kirchplatz 10 ·                                                                 | 7. Mai 2015 | Hier wohnte Friedrich Wilhelm Eichenwald, Jg. 1916, Flucht 1935, Kolumbien                                                                                       |                                                                                            |           |
| Klosterstraße 3 ·                                                               | 30. Mai 2022 | Hier wohnte Moritz Windesheim, Jg. 1864, unfreiwillig verzogen, Köln, Deportiert 1942, Theresienstadt, 1942 Treblinka, Tot                                       |                                                                                            |           |
| Klosterstraße 3 ·                                                               | 30. Mai 2022 | Hier wohnte Henriette Windesheim, geb. Selig, Jg. 1860, unfreiwillig verzogen, Köln, Gedemütigt/Entrechtet, Tot 5.2.1942                                         |                                                                                            |           |
| Krummfuß 10 ·                                                                   | | Hier wohnte Chaim Penner, Jg. 1892, Polenaktion 1938, ??? |                                                                                            |           |
| Krummfuß 10 ·                                                                   | Hier wohnte Regina Penner, geb. Saal, Jg. 1892, Polenaktion 1938, ???                                                      | |                                                                                            |           |
| Krummfuß 10 ·                                                                   | Hier wohnte Hannah Penner, Jg. 1920, Polenaktion 1938, Flucht, USA, überlebt                                               | |                                                                                            |           |
| Krummfuß 10 ·                                                                   | Hier wohnte Salomon Penner, Jg. 1921, Flucht 1936, USA, überlebt                                                           | |                                                                                            |           |
| Krummfuß 10 ·                                                                   | Hier wohnte Bernhard Penner, Jg. 1926, Flucht 1938, USA, überlebt                                                          | |                                                                                            |           |
| Krummfuß 10 ·                                                                   | Hier wohnte Herbert Penner, Jg. 1930, Polenaktion 1938, ???                                                                | |                                                                                            |           |
| Markt 7 ·                                                                       | 8. Dez. 2008 | Hier wohnte Otto Marx, Jg. 1860, deportiert 1942, Theresienstadt, tot 04.10.1942                                                                                 |                                                                                            |           |
| Markt 7 ·                                                                       | 8. Dez. 2008 | Hier wohnte Helene Marx, geb. Kupferschlag, Jg. 1864, deportiert 1941, ermordet                                                                                  |                                                                                            |           |
| Markt 7 ·                                                                       | 8. Dez. 2008 | Hier wohnte Karl Marx, Jg. 1889, deportiert 1943, Auschwitz, ermordet                                                                                            |                                                                                            |           |
| Markt 7 ·                                                                       | 8. Dez. 2008 | Hier wohnte Hedwig Wolff, geb. Marx, Jg. 1893, Flucht, Holland/USA, überlebt                                                                                     |                                                                                            |           |
| Markt 7 ·                                                                       | 8. Dez. 2008 | Hier wohnte Herbert Wolff, Jg. 1921, Flucht, Holland/USA, überlebt                                                                                               |                                                                                            |           |
| Markt 7 ·                                                                       | 8. Dez. 2008 | Hier wohnte Eva Wolff, Jg. 1923, Flucht, Holland/USA, überlebt                                                                                                   |                                                                                            |           |
| Markt 7 ·                                                                       | 8. Dez. 2008 | Hier wohnte Alice-Dina Wolff, Jg. 1926, Flucht, Holland/USA, überlebt                                                                                            |                                                                                            |           |
| Markt 7 ·                                                                       | 30. Mai 2022 | Hier wohnte Honorine Marx, geb. Fort, Jg. 1894, Flucht 1939 Belgien, Zwangsgeschieden 1940, überlebt                                                             |                                                                                            |           |
| Markt 10 ·                                                                      | 17. Mai 2010 | Hier wohnte David Löhnberg, Jg. 1876, Flucht 1938, Palästina, überlebt                                                                                           |                                                                                            |           |
| Markt 10 ·                                                                      | 17. Mai 2010 | Hier wohnte Amanda Löhnberg, geb. Wertheim, Jg. 1884, Flucht 1938, Palästina, überlebt                                                                           |                                                                                            |           |
| Markt 10 ·                                                                      | 17. Mai 2010 | Hier wohnte Alfred Löhnberg, Jg. 1908, Flucht 1934, Palästina, überlebt                                                                                          |                                                                                            |           |
| Markt 10 ·                                                                      | 17. Mai 2010 | Hier wohnte Gerda Löhnberg, geb. Keil, Jg. 1911, Flucht 1934, Palästina, überlebt                                                                                |                                                                                            |           |
| Markt 10 ·                                                                      | 17. Mai 2010 | Hier wohnte Herta Schragenheim, geb. Löhnberg, Jg. 1911, Flucht, Palästina, überlebt                                                                             |                                                                                            |           |
| Markt 10 ·                                                                      | 17. Mai 2010 | Hier wohnte Eugen Löhnberg, Jg. 1914, Flucht 1934, Palästina, überlebt                                                                                           |                                                                                            |           |
| Massener Straße 3 ·                                                             | | Hier wohnte Otto Lindenbaum, Jg. 1892, Polenaktion 1938, Majdanek, ???                                                                                           |                                                                                            |           |
| Massener Straße 3 ·                                                             | Hier wohnte Frieda Lindenbaum, geb. Stegmann, Jg. 1901, Polenaktion 1938, Majdanek, ???                                    | |                                                                                            |           |
| Massener Straße 3 ·                                                             | Hier wohnte Ruth Lindenbaum, Jg. 1928, Polenaktion 1938, ???                                                               | |                                                                                            |           |
| Massener Straße 3 ·                                                             | Hier wohnte Siegfried Lindenbaum, Jg. 1930, Polenaktion 1938, Flucht, USA, überlebt                                        | |                                                                                            |           |
| Massener Straße 3 ·                                                             | Hier wohnte Manfred Lindenbaum, Jg. 1932, Polenaktion 1938, Flucht, USA, überlebt                                          | |                                                                                            |           |
| Massener Straße 6–8 ·                                                           | 17. Mai 2010 | Hier wohnte Emil Marcus, Jg. 1873, Flucht 1941, Argentinien, überlebt                                                                                            |                                                                                            |           |
| Massener Straße 6–8 ·                                                           | 17. Mai 2010 | Hier wohnte Selma Marcus, geb. Mansbacher, Jg. 1878, Flucht 1941, Argentinien, überlebt                                                                          |                                                                                            |           |
| Massener Straße 6–8 ·                                                           | 17. Mai 2010 | Hier wohnte Käthe Löwenthal, geb. Marcus, Jg. 1908, deportiert, Zamosc, ermordet, für tot erklärt                                                                |                                                                                            |           |
| Massener Straße 6–8 ·                                                           | 17. Mai 2010 | Hier wohnte Eugen Löwenthal, Jg. 1896, deportiert, Zamosc, ermordet, für tot erklärt                                                                             |                                                                                            |           |
| Massener Straße 6–8 ·                                                           | 17. Mai 2010 | Hier wohnte Walter Marcus, Jg. 1910, Flucht 1938, Argentinien, überlebt                                                                                          |                                                                                            |           |
| Massener Straße 6–8 ·                                                           | 17. Mai 2010 | Hier wohnte Gertrud Marcus, Jg. 1913, Flucht 1938, Argentinien, überlebt                                                                                         |                                                                                            |           |
| Massener Straße 18 ·                                                            | 14. Mai 2012 | Hier wohnte Armin Holländer, Jg. 1876, tot 15.09.1941 |                                                                                            |           |
| Massener Straße 18 ·                                                            | 14. Mai 2012 | Hier wohnte Rosy Holländer, geb. Mühlfelder, Jg. 1890, deportiert 1942, Majdannek, ermordet 19.4.1943                                                            |                                                                                            |           |
| Massener Straße 18 ·                                                            | 14. Mai 2012 | Hier wohnte Werner Holländer, Jg. 1911, Flucht 1935, Schweiz, überlebt                                                                                           |                                                                                            |           |
| Massener Straße 18 ·                                                            | 14. Mai 2012 | Hier wohnte Gerda Holländer, Jg. 1919, Flucht 1938, USA, überlebt                                                                                                |                                                                                            |           |
| Massener Straße 22 ·                                                            | 30. Mai 2022 | Hier wohnte Margarete Marcus, geb. Weinberg, Jg. 1875, Flucht 1939 Holland, Interniert Westerbork, Deportiert 1943, Sobibor, ermordet                            |                                                                                            |           |
| Morgenstraße 31 ·                                                               | 30. Mai 2022 | Hier wohnte Julius Caspary, Jg. 1877, Flucht 1939, Brasilien |                                                                                            |           |
| Morgenstraße 31 ·                                                               | 30. Mai 2022 | Hier wohnte Meta Caspary, geb. Kassel, Jg. 1882, Flucht 1939, Brasilien                                                                                          |                                                                                            |           |
| Morgenstraße 60a ·                                                              | 14. Mai 2007 | Hier wohnte Emil Marcus, Jg. 1876, Flucht in den Tod, 13.11.1938                                                                                                 |                                                                                            |           |
| Morgenstraße 60a ·                                                              | 14. Mai 2007 | Hier wohnte Bertha Marcus, geb. Goldschmidt, Jg. 1879, Flucht in den Tod, 13.11.1938                                                                             |                                                                                            |           |
| Morgenstraße 60a ·                                                              | 14. Mai 2007 | Hier wohnte Elsbeth Marcus, Jg. 1903, Flucht in den Tod, 13.11.1938                                                                                              |                                                                                            |           |
| Mozartstraße vor St. Bonifatius Wohn- und Pflegeheim rechts der Einfahrt (Lage) | 23. Sep. 2012 | Hier wohnte Robert Pins, Jg. 1885, deportiert 1942, Theresienstadt, tot 21.4.1944                                                                                | 81 Stolpersteine Mozartstrasse rechts vom Eingang des St. Bonifatius Wohn- und Pflegeheims |           |
| Mozartstraße vor St. Bonifatius Wohn- und Pflegeheim rechts der Einfahrt (Lage) | 23. Sep. 2012 | Hier wohnte Julie Löhnberg, Jg. 1852, tot 26.12.1933 | 81 Stolpersteine Mozartstrasse rechts vom Eingang des St. Bonifatius Wohn- und Pflegeheims |           |
| Mozartstraße vor St. Bonifatius Wohn- und Pflegeheim rechts der Einfahrt (Lage) | 23. Sep. 2012 | Hier wohnte Hannelore Stern, Jg. 1923, 1939 Rheydt, ??? | 81 Stolpersteine Mozartstrasse rechts vom Eingang des St. Bonifatius Wohn- und Pflegeheims |           |
| Mozartstraße vor St. Bonifatius Wohn- und Pflegeheim rechts der Einfahrt (Lage) | 23. Sep. 2012 | Hier wohnte Magrit Preger, Jg. 1926, 1941 Bochum, deportiert 1942, Riga, 1944 Stutthof, ermordet                                                                 | 81 Stolpersteine Mozartstrasse rechts vom Eingang des St. Bonifatius Wohn- und Pflegeheims |           |
| Mozartstraße vor St. Bonifatius Wohn- und Pflegeheim rechts der Einfahrt (Lage) | 23. Sep. 2012 | Hier wohnte Berta Löwenstein, geb. Löwenstein, Jg. 1872, deportiert 1942, Theresienstadt, tot 9.8.1942                                                           | 81 Stolpersteine Mozartstrasse rechts vom Eingang des St. Bonifatius Wohn- und Pflegeheims |           |
| Mozartstraße vor St. Bonifatius Wohn- und Pflegeheim rechts der Einfahrt (Lage) | 23. Sep. 2012 | Hier wohnte Markus Stern, Jg. 1866, 1937 Köln, ??? | 81 Stolpersteine Mozartstrasse rechts vom Eingang des St. Bonifatius Wohn- und Pflegeheims |           |
| Mozartstraße vor St. Bonifatius Wohn- und Pflegeheim rechts der Einfahrt (Lage) | 23. Sep. 2012 | Hier wohnte Irma Rose, Jg. 1924, 1942 Paderborn, deportiert 1942, Theresienstadt, 1944 Auschwitz, ermordet                                                       | 81 Stolpersteine Mozartstrasse rechts vom Eingang des St. Bonifatius Wohn- und Pflegeheims |           |
| Mozartstraße vor St. Bonifatius Wohn- und Pflegeheim rechts der Einfahrt (Lage) | 23. Sep. 2012 | Hier wohnte Edith Löwenstein, Jg. 1924, deportiert 1942, Theresienstadt, tot 6.2.1944                                                                            | 81 Stolpersteine Mozartstrasse rechts vom Eingang des St. Bonifatius Wohn- und Pflegeheims |           |
| Mozartstraße vor St. Bonifatius Wohn- und Pflegeheim rechts der Einfahrt (Lage) | 23. Sep. 2012 | Hier wohnte Moses Max Stern, Jg. 1860, deportiert 1942, Theresienstadt, tot 7.8.1942                                                                             | 81 Stolpersteine Mozartstrasse rechts vom Eingang des St. Bonifatius Wohn- und Pflegeheims |           |
| Mozartstraße vor St. Bonifatius Wohn- und Pflegeheim rechts der Einfahrt (Lage) | 23. Sep. 2012 | Hier wohnte Lina Rosenbaum, Jg. 1854, tot 16.11.1939 | 81 Stolpersteine Mozartstrasse rechts vom Eingang des St. Bonifatius Wohn- und Pflegeheims |           |
| Mozartstraße vor St. Bonifatius Wohn- und Pflegeheim rechts der Einfahrt (Lage) | 23. Sep. 2012 | Hier wohnte Meyer Löwenstein, Jg. 1865, deportiert 1942, Theresienstadt, tot 30.9.1942                                                                           | 81 Stolpersteine Mozartstrasse rechts vom Eingang des St. Bonifatius Wohn- und Pflegeheims |           |
| Mozartstraße vor St. Bonifatius Wohn- und Pflegeheim rechts der Einfahrt (Lage) | 23. Sep. 2012 | Hier wohnte Ruth Stern, Jg. 1924, deportiert 1942, Ghetto Lublin, ermordet                                                                                       | 81 Stolpersteine Mozartstrasse rechts vom Eingang des St. Bonifatius Wohn- und Pflegeheims |           |
| Mozartstraße vor St. Bonifatius Wohn- und Pflegeheim rechts der Einfahrt (Lage) | 23. Sep. 2012 | Hier wohnte Fanny Rosenberg, Jg. 1854, tot 3.3.1936 | 81 Stolpersteine Mozartstrasse rechts vom Eingang des St. Bonifatius Wohn- und Pflegeheims |           |
| Mozartstraße vor St. Bonifatius Wohn- und Pflegeheim rechts der Einfahrt (Lage) | 23. Sep. 2012 | Hier wohnte Dora Luss, Jg. 1876, deportiert 1942, Theresienstadt, 1942 Treblinka, ermordet                                                                       | 81 Stolpersteine Mozartstrasse rechts vom Eingang des St. Bonifatius Wohn- und Pflegeheims |           |
| Mozartstraße vor St. Bonifatius Wohn- und Pflegeheim rechts der Einfahrt (Lage) | 23. Sep. 2012 | Hier wohnte Irma Sternberg, Jg. 1914, 1939 Paderborn, ??? | 81 Stolpersteine Mozartstrasse rechts vom Eingang des St. Bonifatius Wohn- und Pflegeheims |           |
| Mozartstraße vor St. Bonifatius Wohn- und Pflegeheim rechts der Einfahrt (Lage) | 23. Sep. 2012 | Hier wohnte Jeanette Rosenbusch, geb. Bayer, Jg. 1865, deportiert 1942, Theresienstadt, 1942 Treblinka, ermordet                                                 | 81 Stolpersteine Mozartstrasse rechts vom Eingang des St. Bonifatius Wohn- und Pflegeheims |           |
| Mozartstraße vor St. Bonifatius Wohn- und Pflegeheim rechts der Einfahrt (Lage) | 23. Sep. 2012 | Hier wohnte Julius Lychenheim, Jg. 1840, tot 5.3.1939 | 81 Stolpersteine Mozartstrasse rechts vom Eingang des St. Bonifatius Wohn- und Pflegeheims |           |
| Mozartstraße vor St. Bonifatius Wohn- und Pflegeheim rechts der Einfahrt (Lage) | 23. Sep. 2012 | Hier wohnte Simon Sternberg, Jg. 1860, tot 9.6.1938 | 81 Stolpersteine Mozartstrasse rechts vom Eingang des St. Bonifatius Wohn- und Pflegeheims |           |
| Mozartstraße vor St. Bonifatius Wohn- und Pflegeheim rechts der Einfahrt (Lage) | 23. Sep. 2012 | Hier wohnte Betty Rosenthal, geb. Katz, Jg. 1870, deportiert 1942, Theresienstadt, 1944 Auschwitz, ermordet                                                      | 81 Stolpersteine Mozartstrasse rechts vom Eingang des St. Bonifatius Wohn- und Pflegeheims |           |
| Mozartstraße vor St. Bonifatius Wohn- und Pflegeheim rechts der Einfahrt (Lage) | 23. Sep. 2012 | Hier wohnte Irmgard Machner, geb. Bileski, Jg. 1906, 1941 Breslau, deportiert 1942, Theresienstadt, 1944 Auschwitz, 1944 Stutthof, ermordet                      | 81 Stolpersteine Mozartstrasse rechts vom Eingang des St. Bonifatius Wohn- und Pflegeheims |           |
| Mozartstraße vor St. Bonifatius Wohn- und Pflegeheim rechts der Einfahrt (Lage) | 23. Sep. 2012 | Hier wohnte Tekla Sternberg, Jg. 1857, deportiert 1942, Theresienstadt, tot 20.8.1942                                                                            | 81 Stolpersteine Mozartstrasse rechts vom Eingang des St. Bonifatius Wohn- und Pflegeheims |           |
| Mozartstraße vor St. Bonifatius Wohn- und Pflegeheim rechts der Einfahrt (Lage) | 23. Sep. 2012 | Hier wohnte Johanna Rosenthal, Jg. 1884, deportiert 1942, Theresienstadt, 1944 Auschwitz, ermordet                                                               | 81 Stolpersteine Mozartstrasse rechts vom Eingang des St. Bonifatius Wohn- und Pflegeheims |           |
| Mozartstraße vor St. Bonifatius Wohn- und Pflegeheim rechts der Einfahrt (Lage) | 23. Sep. 2012 | Hier wohnte Mathilde Marum, geb. Weissenburger, Jg. 1864, tot 19.11.1939                                                                                         | 81 Stolpersteine Mozartstrasse rechts vom Eingang des St. Bonifatius Wohn- und Pflegeheims |           |
| Mozartstraße vor St. Bonifatius Wohn- und Pflegeheim rechts der Einfahrt (Lage) | 23. Sep. 2012 | Hier wohnte Anna Sussmann, Jg. 1869, tot 26.7.1938 | 81 Stolpersteine Mozartstrasse rechts vom Eingang des St. Bonifatius Wohn- und Pflegeheims |           |
| Mozartstraße vor St. Bonifatius Wohn- und Pflegeheim rechts der Einfahrt (Lage) | 23. Sep. 2012 | Hier wohnte Dr. Eugen Rothschild, Jg. 1875, 1940 Freiburg, deportiert 1940, Gurs Noé, tot 31.1.1942                                                              | 81 Stolpersteine Mozartstrasse rechts vom Eingang des St. Bonifatius Wohn- und Pflegeheims |           |
| Mozartstraße vor St. Bonifatius Wohn- und Pflegeheim rechts der Einfahrt (Lage) | 23. Sep. 2012 | Hier wohnte Helene Mayer, geb. Sussmann, Jg. 1847, tot 10.12.1935                                                                                                | 81 Stolpersteine Mozartstrasse rechts vom Eingang des St. Bonifatius Wohn- und Pflegeheims |           |
| Mozartstraße vor St. Bonifatius Wohn- und Pflegeheim rechts der Einfahrt (Lage) | 23. Sep. 2012 | Hier wohnte Karoline Tischler, geb. Sichel, Jg. 1871, tot 6.3.1941                                                                                               | 81 Stolpersteine Mozartstrasse rechts vom Eingang des St. Bonifatius Wohn- und Pflegeheims |           |
| Mozartstraße vor St. Bonifatius Wohn- und Pflegeheim rechts der Einfahrt (Lage) | 23. Sep. 2012 | Hier wohnte Clara Ryster, Jg. 1925, 1942 Ahlem, deportiert 1943, Auschwitz, ermordet                                                                             | 81 Stolpersteine Mozartstrasse rechts vom Eingang des St. Bonifatius Wohn- und Pflegeheims |           |
| Mozartstraße vor St. Bonifatius Wohn- und Pflegeheim rechts der Einfahrt (Lage) | 23. Sep. 2012 | Hier wohnte Mathilde Mayer, geb. Weiss, Jg. 1854, deportiert 1942, Theresienstadt, tot 25.10.1942                                                                | 81 Stolpersteine Mozartstrasse rechts vom Eingang des St. Bonifatius Wohn- und Pflegeheims |           |
| Mozartstraße vor St. Bonifatius Wohn- und Pflegeheim rechts der Einfahrt (Lage) | 23. Sep. 2012 | Hier wohnte Berta Vorreiter, Jg. 1870, deportiert 1942, Theresienstadt, 1942 Treblinka, ermordet                                                                 | 81 Stolpersteine Mozartstrasse rechts vom Eingang des St. Bonifatius Wohn- und Pflegeheims |           |
| Mozartstraße vor St. Bonifatius Wohn- und Pflegeheim rechts der Einfahrt (Lage) | 23. Sep. 2012 | Hier wohnte Josef Sachs, Jg. 1866, deportiert 1942, Theresienstadt, 1942 Treblinka, ermordet                                                                     | 81 Stolpersteine Mozartstrasse rechts vom Eingang des St. Bonifatius Wohn- und Pflegeheims |           |
| Mozartstraße vor St. Bonifatius Wohn- und Pflegeheim rechts der Einfahrt (Lage) | 23. Sep. 2012 | Hier wohnte Rosalie Mayer, Jg. 1860, tot 28.3.1941 | 81 Stolpersteine Mozartstrasse rechts vom Eingang des St. Bonifatius Wohn- und Pflegeheims |           |
| Mozartstraße vor St. Bonifatius Wohn- und Pflegeheim rechts der Einfahrt (Lage) | 23. Sep. 2012 | Hier wohnte Emma Vorreiter, Jg. 1860, deportiert 1942, Theresienstadt, 1942 Treblinka, ermordet                                                                  | 81 Stolpersteine Mozartstrasse rechts vom Eingang des St. Bonifatius Wohn- und Pflegeheims |           |
| Mozartstraße vor St. Bonifatius Wohn- und Pflegeheim rechts der Einfahrt (Lage) | 23. Sep. 2012 | Hier wohnte Martha Sachs, geb. Lesser, Jg. 1878, deportiert 1942, Theresienstadt, 1942 Treblinka, ermordet                                                       | 81 Stolpersteine Mozartstrasse rechts vom Eingang des St. Bonifatius Wohn- und Pflegeheims |           |
| Mozartstraße vor St. Bonifatius Wohn- und Pflegeheim rechts der Einfahrt (Lage) | 23. Sep. 2012 | Hier wohnte Vera Meyer, Jg. 1924, 1941 Köthen, deportiert 1942, ???                                                                                              | 81 Stolpersteine Mozartstrasse rechts vom Eingang des St. Bonifatius Wohn- und Pflegeheims |           |
| Mozartstraße vor St. Bonifatius Wohn- und Pflegeheim rechts der Einfahrt (Lage) | 23. Sep. 2012 | Hier wohnte Henriette Weidenbaum, geb. Sauer, Jg. 1864, deportiert 1942, Theresienstadt, 1942 Treblinka, ermordet                                                | 81 Stolpersteine Mozartstrasse rechts vom Eingang des St. Bonifatius Wohn- und Pflegeheims |           |
| Mozartstraße vor St. Bonifatius Wohn- und Pflegeheim rechts der Einfahrt (Lage) | 23. Sep. 2012 | Hier wohnte Frieda Salomon, Jg. 1922, deportiert 1941, Riga, ???                                                                                                 | 81 Stolpersteine Mozartstrasse rechts vom Eingang des St. Bonifatius Wohn- und Pflegeheims |           |
| Mozartstraße vor St. Bonifatius Wohn- und Pflegeheim rechts der Einfahrt (Lage) | 23. Sep. 2012 | Hier wohnte Johanna Morsbach, geb. Rosendahl, Jg. 1847, tot 28.4.1941                                                                                            | 81 Stolpersteine Mozartstrasse rechts vom Eingang des St. Bonifatius Wohn- und Pflegeheims |           |
| Mozartstraße vor St. Bonifatius Wohn- und Pflegeheim rechts der Einfahrt (Lage) | 23. Sep. 2012 | Hier wohnte Ernestine Weil, geb. Weil, Jg. 1859, deportiert 1942, Theresienstadt, tot 10.8.1942                                                                  | 81 Stolpersteine Mozartstrasse rechts vom Eingang des St. Bonifatius Wohn- und Pflegeheims |           |
| Mozartstraße vor St. Bonifatius Wohn- und Pflegeheim rechts der Einfahrt (Lage) | 23. Sep. 2012 | Hier wohnte Senta Salomons, Jg. 1921, 1939 Dortmund, ??? | 81 Stolpersteine Mozartstrasse rechts vom Eingang des St. Bonifatius Wohn- und Pflegeheims |           |
| Mozartstraße vor St. Bonifatius Wohn- und Pflegeheim rechts der Einfahrt (Lage) | 23. Sep. 2012 | Hier wohnte Louis Mühlfelder, Jg. 1858, tot 9.2.1940 | 81 Stolpersteine Mozartstrasse rechts vom Eingang des St. Bonifatius Wohn- und Pflegeheims |           |
| Mozartstraße vor St. Bonifatius Wohn- und Pflegeheim rechts der Einfahrt (Lage) | 23. Sep. 2012 | Hier wohnte Rachel Weil, geb. Levy, Jg. 1854, tot 22.4.1940 | 81 Stolpersteine Mozartstrasse rechts vom Eingang des St. Bonifatius Wohn- und Pflegeheims |           |
| Mozartstraße vor St. Bonifatius Wohn- und Pflegeheim rechts der Einfahrt (Lage) | 23. Sep. 2012 | Hier wohnte Jonas Samuel, Jg. 1856, 'verlegt’ 1942, Schlosshof/Bielefeld, tot 9.9.1942                                                                           | 81 Stolpersteine Mozartstrasse rechts vom Eingang des St. Bonifatius Wohn- und Pflegeheims |           |
| Mozartstraße vor St. Bonifatius Wohn- und Pflegeheim rechts der Einfahrt (Lage) | 23. Sep. 2012 | Hier wohnte Karoline Münzesheimer, geb. Karlebach, Jg. 1855, tot 25.3. 1941                                                                                      | 81 Stolpersteine Mozartstrasse rechts vom Eingang des St. Bonifatius Wohn- und Pflegeheims |           |
| Mozartstraße vor St. Bonifatius Wohn- und Pflegeheim rechts der Einfahrt (Lage) | 23. Sep. 2012 | Hier wohnte Abraham Weinberg, Jg. 1853, tot 31.12.1940 | 81 Stolpersteine Mozartstrasse rechts vom Eingang des St. Bonifatius Wohn- und Pflegeheims |           |
| Mozartstraße vor St. Bonifatius Wohn- und Pflegeheim rechts der Einfahrt (Lage) | 23. Sep. 2012 | Hier wohnte Jeanette Scheiberg, geb. Brunner, Jg. 1870, Flucht 1939, Montevideo, überlebt                                                                        | 81 Stolpersteine Mozartstrasse rechts vom Eingang des St. Bonifatius Wohn- und Pflegeheims |           |
| Mozartstraße vor St. Bonifatius Wohn- und Pflegeheim rechts der Einfahrt (Lage) | 23. Sep. 2012 | Hier wohnte Hugo Namm, Jg. 1867, deportiert 1942, Theresienstadt, tot 28.8.1942                                                                                  | 81 Stolpersteine Mozartstrasse rechts vom Eingang des St. Bonifatius Wohn- und Pflegeheims |           |
| Mozartstraße vor St. Bonifatius Wohn- und Pflegeheim rechts der Einfahrt (Lage) | 23. Sep. 2012 | Hier wohnte Selma Weinberg, geb. Meyer, Jg. 1856, deportiert 1942, Theresienstadt, tot 8.10.1942                                                                 | 81 Stolpersteine Mozartstrasse rechts vom Eingang des St. Bonifatius Wohn- und Pflegeheims |           |
| Mozartstraße vor St. Bonifatius Wohn- und Pflegeheim rechts der Einfahrt (Lage) | 23. Sep. 2012 | Hier wohnte Auguste Schiff, geb. Schweizer, Jg. 1863, deportiert 1942, Theresienstadt, tot 11.8.1942                                                             | 81 Stolpersteine Mozartstrasse rechts vom Eingang des St. Bonifatius Wohn- und Pflegeheims |           |
| Mozartstraße vor St. Bonifatius Wohn- und Pflegeheim rechts der Einfahrt (Lage) | 23. Sep. 2012 | Hier wohnte Hermann Neugarten, Jg. 1889, deportiert 1942, Zamosc, ermordet                                                                                       | 81 Stolpersteine Mozartstrasse rechts vom Eingang des St. Bonifatius Wohn- und Pflegeheims |           |
| Mozartstraße vor St. Bonifatius Wohn- und Pflegeheim rechts der Einfahrt (Lage) | 23. Sep. 2012 | Hier wohnte Frieda Weitzenkorn, Jg. 1879, 1940 Fürstenau, deportiert 1943, Auschwitz, ermordet                                                                   | 81 Stolpersteine Mozartstrasse rechts vom Eingang des St. Bonifatius Wohn- und Pflegeheims |           |
| Mozartstraße vor St. Bonifatius Wohn- und Pflegeheim rechts der Einfahrt (Lage) | 23. Sep. 2012 | Hier wohnte Julie Schiff, geb. Wertheim, Jg. 1858, deportiert 1942, Theresienstadt, 1942 Treblinka, ermordet                                                     | 81 Stolpersteine Mozartstrasse rechts vom Eingang des St. Bonifatius Wohn- und Pflegeheims |           |
| Mozartstraße vor St. Bonifatius Wohn- und Pflegeheim rechts der Einfahrt (Lage) | 23. Sep. 2012 | Hier wohnte Helene Neumann, geb. Levin, Jg. 1852, tot 18.11.1937                                                                                                 | 81 Stolpersteine Mozartstrasse rechts vom Eingang des St. Bonifatius Wohn- und Pflegeheims |           |
| Mozartstraße vor St. Bonifatius Wohn- und Pflegeheim rechts der Einfahrt (Lage) | 23. Sep. 2012 | Hier wohnte Mina Wertheimer, geb. Wertheimer, Jg. 1861, deportiert 1942, Theresienstadt, tot 7.1.1943                                                            | 81 Stolpersteine Mozartstrasse rechts vom Eingang des St. Bonifatius Wohn- und Pflegeheims |           |
| Mozartstraße vor St. Bonifatius Wohn- und Pflegeheim rechts der Einfahrt (Lage) | 23. Sep. 2012 | Hier wohnte Ingrid Schragenheim, Jg. 1927, 1942 Hamm, deportiert 1942, Zamosc, ermordet                                                                          | 81 Stolpersteine Mozartstrasse rechts vom Eingang des St. Bonifatius Wohn- und Pflegeheims |           |
| Mozartstraße vor St. Bonifatius Wohn- und Pflegeheim rechts der Einfahrt (Lage) | 23. Sep. 2012 | Hier wohnte Charlotte Neumann, geb. Hertz, Jg. 1920, 1941 Lünen, deportiert 1942, Zamosc, ermordet                                                               | 81 Stolpersteine Mozartstrasse rechts vom Eingang des St. Bonifatius Wohn- und Pflegeheims |           |
| Mozartstraße vor St. Bonifatius Wohn- und Pflegeheim rechts der Einfahrt (Lage) | 23. Sep. 2012 | Hier wohnte Elfride Wolff, Jg. 1866, deportiert 1942, Theresienstadt, tot 19.7.1943                                                                              | 81 Stolpersteine Mozartstrasse rechts vom Eingang des St. Bonifatius Wohn- und Pflegeheims |           |
| Mozartstraße vor St. Bonifatius Wohn- und Pflegeheim rechts der Einfahrt (Lage) | 23. Sep. 2012 | Hier wohnte Max Schwalbe, Jg. 1865, deportiert 1942, Theresienstadt, tot 29.8.1942                                                                               | 81 Stolpersteine Mozartstrasse rechts vom Eingang des St. Bonifatius Wohn- und Pflegeheims |           |
| Mozartstraße vor St. Bonifatius Wohn- und Pflegeheim rechts der Einfahrt (Lage) | 23. Sep. 2012 | Hier wohnte Toni Nussbaum, geb. Katz, Jg. 1899, 1939 Abterode, deportiert 1941, Minsk, ermordet                                                                  | 81 Stolpersteine Mozartstrasse rechts vom Eingang des St. Bonifatius Wohn- und Pflegeheims |           |
| Mozartstraße vor St. Bonifatius Wohn- und Pflegeheim rechts der Einfahrt (Lage) | 23. Sep. 2012 | Hier wohnte Fernande Wolff, Jg. 1854, 31.1.1933 | 81 Stolpersteine Mozartstrasse rechts vom Eingang des St. Bonifatius Wohn- und Pflegeheims |           |
| Mozartstraße vor St. Bonifatius Wohn- und Pflegeheim rechts der Einfahrt (Lage) | 23. Sep. 2012 | Hier wohnte Lehmann Seehoff, Jg. 1867, deportiert 1942, Theresienstadt, tot 28.8.1942                                                                            | 81 Stolpersteine Mozartstrasse rechts vom Eingang des St. Bonifatius Wohn- und Pflegeheims |           |
| Mozartstraße vor St. Bonifatius Wohn- und Pflegeheim rechts der Einfahrt (Lage) | 23. Sep. 2012 | Hier wohnte Karoline Ottenheimer, Jg. 1864, tot 23.3.1941 | 81 Stolpersteine Mozartstrasse rechts vom Eingang des St. Bonifatius Wohn- und Pflegeheims |           |
| Mozartstraße vor St. Bonifatius Wohn- und Pflegeheim rechts der Einfahrt (Lage) | 23. Sep. 2012 | Hier wohnte Friederike Wolff, geb. Haas, Jg. 1859, tot 21.7.1942                                                                                                 | 81 Stolpersteine Mozartstrasse rechts vom Eingang des St. Bonifatius Wohn- und Pflegeheims |           |
| Mozartstraße vor St. Bonifatius Wohn- und Pflegeheim rechts der Einfahrt (Lage) | 23. Sep. 2012 | Hier wohnte Josef Weissfeld, Jg. 1865, 14.9.1939 | 81 Stolpersteine Mozartstrasse rechts vom Eingang des St. Bonifatius Wohn- und Pflegeheims |           |
| Mozartstraße vor St. Bonifatius Wohn- und Pflegeheim rechts der Einfahrt (Lage) | 23. Sep. 2012 | Hier wohnte Auguste Palm, geb. Flegenheimer, Jg. 1864, 1940 Grötzingen, deportiert 1940, Gurs, 1942 Auschwitz, ermordet                                          | 81 Stolpersteine Mozartstrasse rechts vom Eingang des St. Bonifatius Wohn- und Pflegeheims |           |
| Mozartstraße vor St. Bonifatius Wohn- und Pflegeheim rechts der Einfahrt (Lage) | 23. Sep. 2012 | Hier wohnte Hermann Wolff, Jg. 1867, tot 16.5.1938 | 81 Stolpersteine Mozartstrasse rechts vom Eingang des St. Bonifatius Wohn- und Pflegeheims |           |
| Mozartstraße vor St. Bonifatius Wohn- und Pflegeheim rechts der Einfahrt (Lage) | 23. Sep. 2012 | Hier wohnte Hanna Beate Simon, Jg. 1925, Eslohe, deportiert 1942, Zamosc, ermordet                                                                               | 81 Stolpersteine Mozartstrasse rechts vom Eingang des St. Bonifatius Wohn- und Pflegeheims |           |
| Mozartstraße vor St. Bonifatius Wohn- und Pflegeheim rechts der Einfahrt (Lage) | 23. Sep. 2012 | Hier wohnte Rosa Phillip, geb. Markus, Jg. 1874, tot 2.3.1942 | 81 Stolpersteine Mozartstrasse rechts vom Eingang des St. Bonifatius Wohn- und Pflegeheims |           |
| Mozartstraße vor St. Bonifatius Wohn- und Pflegeheim rechts der Einfahrt (Lage) | 23. Sep. 2012 | Hier wohnte Liselotte Wolff, geb. Meyerhoff, Jg. 1856, tot 14.1.1934                                                                                             | 81 Stolpersteine Mozartstrasse rechts vom Eingang des St. Bonifatius Wohn- und Pflegeheims |           |
| Mozartstraße vor St. Bonifatius Wohn- und Pflegeheim rechts der Einfahrt (Lage) | 23. Sep. 2012 | Hier wohnte Julius Jacob Sommer, Jg. 1855, deportiert 1942, Theresienstadt, tot 20.9.1942                                                                        | 81 Stolpersteine Mozartstrasse rechts vom Eingang des St. Bonifatius Wohn- und Pflegeheims |           |
| Mozartstraße vor St. Bonifatius Wohn- und Pflegeheim rechts der Einfahrt (Lage) | 23. Sep. 2012 | Hier wohnte Karoline Philippstein, Jg. 1852, tot 13.2.1933 | 81 Stolpersteine Mozartstrasse rechts vom Eingang des St. Bonifatius Wohn- und Pflegeheims |           |
| Mozartstraße vor St. Bonifatius Wohn- und Pflegeheim rechts der Einfahrt (Lage) | 23. Sep. 2012 | Hier wohnte Julia Wronke, geb. Schönland, Jg. 1865, Flucht 1940, Argentinien, überlebt                                                                           | 81 Stolpersteine Mozartstrasse rechts vom Eingang des St. Bonifatius Wohn- und Pflegeheims |           |
| Mozartstraße vor St. Bonifatius Wohn- und Pflegeheim rechts der Einfahrt (Lage) | 23. Sep. 2012 | Hier wohnte Amalie Cella Stern, geb. Stern, Jg. 1856, deportiert 1942, Theresienstadt, tot 18.10.1942                                                            | 81 Stolpersteine Mozartstrasse rechts vom Eingang des St. Bonifatius Wohn- und Pflegeheims |           |
| Mozartstraße vor St. Bonifatius Wohn- und Pflegeheim rechts der Einfahrt (Lage) | 23. Sep. 2012 | Hier wohnte Auguste Pinkowitz, geb. van der Walde, Jg. 1856, tot 23.8.1939                                                                                       | 81 Stolpersteine Mozartstrasse rechts vom Eingang des St. Bonifatius Wohn- und Pflegeheims |           |
| Mozartstraße vor St. Bonifatius Wohn- und Pflegeheim rechts der Einfahrt (Lage) | 23. Sep. 2012 | Hier wohnte Helene Zivi, Jg. 1878, deportiert 1942, Theresienstadt, tot 31.1.1943                                                                                | 81 Stolpersteine Mozartstrasse rechts vom Eingang des St. Bonifatius Wohn- und Pflegeheims |           |
| Mozartstraße vor St. Bonifatius Wohn- und Pflegeheim rechts der Einfahrt (Lage) | 23. Sep. 2012 | Hier wohnte Frieda Stern, Jg. 1896, Flucht Holland, überlebt | 81 Stolpersteine Mozartstrasse rechts vom Eingang des St. Bonifatius Wohn- und Pflegeheims |           |
| Mozartstraße vor St. Bonifatius Wohn- und Pflegeheim rechts der Einfahrt (Lage) | 23. Sep. 2012 | Hier wohnte Charlotte Pinkowitz, Jg. 1891, 1941 Hamburg, deportiert 1943, Theresienstadt, 1944 Auschwitz, ermordet                                               | 81 Stolpersteine Mozartstrasse rechts vom Eingang des St. Bonifatius Wohn- und Pflegeheims |           |
| Mozartstraße vor St. Bonifatius Wohn- und Pflegeheim rechts der Einfahrt (Lage) | 23. Sep. 2012 | Hier wohnte Josef Zivi, Jg. 1868, deportiert 1942, Theresienstadt, tot 10.1.1943                                                                                 | 81 Stolpersteine Mozartstrasse rechts vom Eingang des St. Bonifatius Wohn- und Pflegeheims |           |
| Mozartstraße vor St. Bonifatius Wohn- und Pflegeheim rechts der Einfahrt (Lage) | 23. Sep. 2012 | Hier wohnte Johanna Stern, geb. Süssholz, Jg. 1877, deportiert 1942, Theresienstadt, befreit/überlebt                                                            | 81 Stolpersteine Mozartstrasse rechts vom Eingang des St. Bonifatius Wohn- und Pflegeheims |           |
| Mozartstraße vor St. Bonifatius Wohn- und Pflegeheim rechts der Einfahrt (Lage) | 23. Sep. 2012 | Hier wohnte Renate Pins, geb. Elsoffer, Jg. 1897, deportiert 1942, Theresienstadt, 1944 Auschwitz, ermordet                                                      | 81 Stolpersteine Mozartstrasse rechts vom Eingang des St. Bonifatius Wohn- und Pflegeheims |           |
| Mozartstraße vor St. Bonifatius Wohn- und Pflegeheim rechts der Einfahrt (Lage) | 23. Sep. 2012 | Hier wohnte Erna Zorek, Jg. 1923, 1942 Breslau, deportiert 1943, Auschwitz, ermordet                                                                             | 81 Stolpersteine Mozartstrasse rechts vom Eingang des St. Bonifatius Wohn- und Pflegeheims |           |
| Mozartstraße vor St. Bonifatius Wohn- und Pflegeheim links der Einfahrt (Lage)  | 23. Sep. 2012 | Hier wohnte Bernhardine Adler, Jg. 1856, tot 7.11.1940 | 81 Stolpersteine Mozartstrasse links vom Eingang des St. Bonifatius Wohn- und Pflegeheims  |           |
| Mozartstraße vor St. Bonifatius Wohn- und Pflegeheim links der Einfahrt (Lage)  | 23. Sep. 2012 | Hier wohnte Rika Hoffmann, geb. Rosenberg, Jg. 1856, tot 6.9.1937                                                                                                | 81 Stolpersteine Mozartstrasse links vom Eingang des St. Bonifatius Wohn- und Pflegeheims  |           |
| Mozartstraße vor St. Bonifatius Wohn- und Pflegeheim links der Einfahrt (Lage)  | 23. Sep. 2012 | Hier wohnte Rosette Frank, Jg. 1869, deportiert 1942, Theresienstadt, ermordet                                                                                   | 81 Stolpersteine Mozartstrasse links vom Eingang des St. Bonifatius Wohn- und Pflegeheims  |           |
| Mozartstraße vor St. Bonifatius Wohn- und Pflegeheim links der Einfahrt (Lage)  | 23. Sep. 2012 | Hier wohnte Emilie Bachenheimer, geb. Stossmann, Jg. 1858, deportiert 1942, Theresienstadt, tot 13.1.1943                                                        | 81 Stolpersteine Mozartstrasse links vom Eingang des St. Bonifatius Wohn- und Pflegeheims  |           |
| Mozartstraße vor St. Bonifatius Wohn- und Pflegeheim links der Einfahrt (Lage)  | 23. Sep. 2012 | Hier wohnte Richa Illfeld, geb. Katzenstein, Jg. 1883, deportiert 1942, Zamosc, ermordet                                                                         | 81 Stolpersteine Mozartstrasse links vom Eingang des St. Bonifatius Wohn- und Pflegeheims  |           |
| Mozartstraße vor St. Bonifatius Wohn- und Pflegeheim links der Einfahrt (Lage)  | 23. Sep. 2012 | Hier wohnte Alwine Frankenstein, Jg. 1852, tot 13.7.1936 | 81 Stolpersteine Mozartstrasse links vom Eingang des St. Bonifatius Wohn- und Pflegeheims  |           |
| Mozartstraße vor St. Bonifatius Wohn- und Pflegeheim links der Einfahrt (Lage)  | 23. Sep. 2012 | Hier wohnte Abraham Baer, Jg. 1854, 'verlegt’ 1942, Schlosshof / Bielefeld tot 15.11.1942                                                                        | 81 Stolpersteine Mozartstrasse links vom Eingang des St. Bonifatius Wohn- und Pflegeheims  |           |
| Mozartstraße vor St. Bonifatius Wohn- und Pflegeheim links der Einfahrt (Lage)  | 23. Sep. 2012 | Hier wohnte Jakob Jakobsohn, Jg. 1857, 'verlegt’ 1942, Schlosshof / Bielefeld tot 29.8.1942                                                                      | 81 Stolpersteine Mozartstrasse links vom Eingang des St. Bonifatius Wohn- und Pflegeheims  |           |
| Mozartstraße vor St. Bonifatius Wohn- und Pflegeheim links der Einfahrt (Lage)  | 23. Sep. 2012 | Hier wohnte Isaak Frenkel, Jg. 1875, deportiert 1942, Theresienstadt, ermordet                                                                                   | 81 Stolpersteine Mozartstrasse links vom Eingang des St. Bonifatius Wohn- und Pflegeheims  |           |
| Mozartstraße vor St. Bonifatius Wohn- und Pflegeheim links der Einfahrt (Lage)  | 23. Sep. 2012 | Hier wohnte Henriette Baer, geb. Heine, Jg. 1859, 'verlegt’ 1942, Schlosshof / Bielefeld tot 20.9.1942                                                           | 81 Stolpersteine Mozartstrasse links vom Eingang des St. Bonifatius Wohn- und Pflegeheims  |           |
| Mozartstraße vor St. Bonifatius Wohn- und Pflegeheim links der Einfahrt (Lage)  | 23. Sep. 2012 | Hier wohnte Anita Isaacson, Jg. 1920, 1936 Dinslaken, ??? | 81 Stolpersteine Mozartstrasse links vom Eingang des St. Bonifatius Wohn- und Pflegeheims  |           |
| Mozartstraße vor St. Bonifatius Wohn- und Pflegeheim links der Einfahrt (Lage)  | 23. Sep. 2012 | Hier wohnte Otto Goldberg, Jg. 1874, tot 11.3.1935 | 81 Stolpersteine Mozartstrasse links vom Eingang des St. Bonifatius Wohn- und Pflegeheims  |           |
| Mozartstraße vor St. Bonifatius Wohn- und Pflegeheim links der Einfahrt (Lage)  | 23. Sep. 2012 | Hier wohnte Hermann Baer, Jg. 1864, deportiert 1942, Theresienstadt, tot 13.8.1942                                                                               | 81 Stolpersteine Mozartstrasse links vom Eingang des St. Bonifatius Wohn- und Pflegeheims  |           |
| Mozartstraße vor St. Bonifatius Wohn- und Pflegeheim links der Einfahrt (Lage)  | 23. Sep. 2012 | Hier wohnte Sara Jakob, geb. Katz, Jg. 1858, deportiert 1942, Theresienstadt, tot 14.1.1943                                                                      | 81 Stolpersteine Mozartstrasse links vom Eingang des St. Bonifatius Wohn- und Pflegeheims  |           |
| Mozartstraße vor St. Bonifatius Wohn- und Pflegeheim links der Einfahrt (Lage)  | 23. Sep. 2012 | Hier wohnte Emanuel Goldschmidt, Jg. 1867, deportiert 1942, Theresienstadt, tot 2.6.1943                                                                         | 81 Stolpersteine Mozartstrasse links vom Eingang des St. Bonifatius Wohn- und Pflegeheims  |           |
| Mozartstraße vor St. Bonifatius Wohn- und Pflegeheim links der Einfahrt (Lage)  | 23. Sep. 2012 | Hier wohnte Marianne de Beer, Jg. 1925, deportiert 1941, Riga, 1944 Stutthof, tot 9.12.1944                                                                      | 81 Stolpersteine Mozartstrasse links vom Eingang des St. Bonifatius Wohn- und Pflegeheims  |           |
| Mozartstraße vor St. Bonifatius Wohn- und Pflegeheim links der Einfahrt (Lage)  | 23. Sep. 2012 | Hier wohnte Jecheskel Janoschowitz, Jg. 1863, tot 19.5.1942 | 81 Stolpersteine Mozartstrasse links vom Eingang des St. Bonifatius Wohn- und Pflegeheims  |           |
| Mozartstraße vor St. Bonifatius Wohn- und Pflegeheim links der Einfahrt (Lage)  | 23. Sep. 2012 | Hier wohnte Helene Goldschmidt, geb. Löwenstein, Jg. 1865, 'verlegt’ 1942, Schlosshof / Bielefeld tot 4.9.1942                                                   | 81 Stolpersteine Mozartstrasse links vom Eingang des St. Bonifatius Wohn- und Pflegeheims  |           |
| Mozartstraße vor St. Bonifatius Wohn- und Pflegeheim links der Einfahrt (Lage)  | 23. Sep. 2012 | Hier wohnte Margott Benjamin, Jg. 1915, 1940 Remscheid, deportiert 1941, Lodz, 1942 Kulmhof, ermordet 8.5.1942                                                   | 81 Stolpersteine Mozartstrasse links vom Eingang des St. Bonifatius Wohn- und Pflegeheims  |           |
| Mozartstraße vor St. Bonifatius Wohn- und Pflegeheim links der Einfahrt (Lage)  | 23. Sep. 2012 | Hier wohnte David Kadden, Jg. 1869, deportiert 1942, Theresienstadt, 1942 Treblinka, ermordet                                                                    | 81 Stolpersteine Mozartstrasse links vom Eingang des St. Bonifatius Wohn- und Pflegeheims  |           |
| Mozartstraße vor St. Bonifatius Wohn- und Pflegeheim links der Einfahrt (Lage)  | 23. Sep. 2012 | Hier wohnte Ruth Goldschmidt, Jg. 1923, Dortmund, deportiert 1942, Zamosc, ermordet                                                                              | 81 Stolpersteine Mozartstrasse links vom Eingang des St. Bonifatius Wohn- und Pflegeheims  |           |
| Mozartstraße vor St. Bonifatius Wohn- und Pflegeheim links der Einfahrt (Lage)  | 23. Sep. 2012 | Hier wohnte Julie Berghausen, Jg. 1865, tot 4.2.1940 | 81 Stolpersteine Mozartstrasse links vom Eingang des St. Bonifatius Wohn- und Pflegeheims  |           |
| Mozartstraße vor St. Bonifatius Wohn- und Pflegeheim links der Einfahrt (Lage)  | 23. Sep. 2012 | Hier wohnte Babette Katz, geb. Levysohn, Jg. 1903, 1942 Detmold, deportiert 1942, Ghetto Warschau, ermordet                                                      | 81 Stolpersteine Mozartstrasse links vom Eingang des St. Bonifatius Wohn- und Pflegeheims  |           |
| Mozartstraße vor St. Bonifatius Wohn- und Pflegeheim links der Einfahrt (Lage)  | 23. Sep. 2012 | Hier wohnte Henriette Gottschalk, Jg. 1860, tot 13.4.1942 | 81 Stolpersteine Mozartstrasse links vom Eingang des St. Bonifatius Wohn- und Pflegeheims  |           |
| Mozartstraße vor St. Bonifatius Wohn- und Pflegeheim links der Einfahrt (Lage)  | 23. Sep. 2012 | Hier wohnte Max Berghausen, Jg. 1861, tot 28.10.1937 | 81 Stolpersteine Mozartstrasse links vom Eingang des St. Bonifatius Wohn- und Pflegeheims  |           |
| Mozartstraße vor St. Bonifatius Wohn- und Pflegeheim links der Einfahrt (Lage)  | 23. Sep. 2012 | Hier wohnte Helene Katz, Jg. 1910, 1940 Barntrup, deportiert 1942, Theresienstadt, ermordet                                                                      | 81 Stolpersteine Mozartstrasse links vom Eingang des St. Bonifatius Wohn- und Pflegeheims  |           |
| Mozartstraße vor St. Bonifatius Wohn- und Pflegeheim links der Einfahrt (Lage)  | 23. Sep. 2012 | Hier wohnte Mina Gottschalk, geb. Ransenbero, Jg. 1863, tot 2.5.1941                                                                                             | 81 Stolpersteine Mozartstrasse links vom Eingang des St. Bonifatius Wohn- und Pflegeheims  |           |
| Mozartstraße vor St. Bonifatius Wohn- und Pflegeheim links der Einfahrt (Lage)  | 23. Sep. 2012 | Hier wohnte Ernst Blankenstein, Jg. 1871, 1939 Dortmund, deportiert 1942, Theresienstadt, 1942 Treblinka, ermordet                                               | 81 Stolpersteine Mozartstrasse links vom Eingang des St. Bonifatius Wohn- und Pflegeheims  |           |
| Mozartstraße vor St. Bonifatius Wohn- und Pflegeheim links der Einfahrt (Lage)  | 23. Sep. 2012 | Hier wohnte Jakob Julius Katz, Jg. 1889, deportiert 1942, Zamosc, ermordet                                                                                       | 81 Stolpersteine Mozartstrasse links vom Eingang des St. Bonifatius Wohn- und Pflegeheims  |           |
| Mozartstraße vor St. Bonifatius Wohn- und Pflegeheim links der Einfahrt (Lage)  | 23. Sep. 2012 | Hier wohnte Jenny Gottschalk, geb. Jastrow, Jg. 1840, 1934 Gütersloh, tot 7.12.1934                                                                              | 81 Stolpersteine Mozartstrasse links vom Eingang des St. Bonifatius Wohn- und Pflegeheims  |           |
| Mozartstraße vor St. Bonifatius Wohn- und Pflegeheim links der Einfahrt (Lage)  | 23. Sep. 2012 | Hier wohnte Sarah Blume, Jg. 1890, deportiert 1942, Theresienstadt, 1943 Auschwitz, ermordet                                                                     | 81 Stolpersteine Mozartstrasse links vom Eingang des St. Bonifatius Wohn- und Pflegeheims  |           |
| Mozartstraße vor St. Bonifatius Wohn- und Pflegeheim links der Einfahrt (Lage)  | 23. Sep. 2012 | Hier wohnte Otto Katz, Jg. 1904, 1942 Detmold, deportiert 1942, Ghetto Warschau, ermordet                                                                        | 81 Stolpersteine Mozartstrasse links vom Eingang des St. Bonifatius Wohn- und Pflegeheims  |           |
| Mozartstraße vor St. Bonifatius Wohn- und Pflegeheim links der Einfahrt (Lage)  | 23. Sep. 2012 | Hier wohnte Sara Gross, geb. Herzfeld, Jg. 1847, 1935 Berlin, ???                                                                                                | 81 Stolpersteine Mozartstrasse links vom Eingang des St. Bonifatius Wohn- und Pflegeheims  |           |
| Mozartstraße vor St. Bonifatius Wohn- und Pflegeheim links der Einfahrt (Lage)  | 23. Sep. 2012 | Hier wohnte Norbert Blumenthal, Jg. 1867, 1939 Düsseldorf, deportiert 1942, ???                                                                                  | 81 Stolpersteine Mozartstrasse links vom Eingang des St. Bonifatius Wohn- und Pflegeheims  |           |
| Mozartstraße vor St. Bonifatius Wohn- und Pflegeheim links der Einfahrt (Lage)  | 23. Sep. 2012 | Hier wohnte Rosalie Helene Katz, geb. Terhoch, Jg. 1887, deportiert 1942, Zamosc, ermordet                                                                       | 81 Stolpersteine Mozartstrasse links vom Eingang des St. Bonifatius Wohn- und Pflegeheims  |           |
| Mozartstraße vor St. Bonifatius Wohn- und Pflegeheim links der Einfahrt (Lage)  | 23. Sep. 2012 | Hier wohnte Mina Grünberg, Jg. 1866, deportiert 1942, Theresienstadt, tot 8.8.1942                                                                               | 81 Stolpersteine Mozartstrasse links vom Eingang des St. Bonifatius Wohn- und Pflegeheims  |           |
| Mozartstraße vor St. Bonifatius Wohn- und Pflegeheim links der Einfahrt (Lage)  | 23. Sep. 2012 | Hier wohnte David Bondy, Jg. 1868, deportiert 1942, Theresienstadt, tot 25.8.1942                                                                                | 81 Stolpersteine Mozartstrasse links vom Eingang des St. Bonifatius Wohn- und Pflegeheims  |           |
| Mozartstraße vor St. Bonifatius Wohn- und Pflegeheim links der Einfahrt (Lage)  | 23. Sep. 2012 | Hier wohnte Irene Kaufmann, Jg. 1901, 1942 Bielefeld, Flucht 1944, USA, überlebt                                                                                 | 81 Stolpersteine Mozartstrasse links vom Eingang des St. Bonifatius Wohn- und Pflegeheims  |           |
| Mozartstraße vor St. Bonifatius Wohn- und Pflegeheim links der Einfahrt (Lage)  | 23. Sep. 2012 | Hier wohnte Sofie Grünberg, Jg. 1872, deportiert 1942, Theresienstadt, tot 3.1.1944                                                                              | 81 Stolpersteine Mozartstrasse links vom Eingang des St. Bonifatius Wohn- und Pflegeheims  |           |
| Mozartstraße vor St. Bonifatius Wohn- und Pflegeheim links der Einfahrt (Lage)  | 23. Sep. 2012 | Hier wohnte Fanny Brill, geb. Heine, Jg. 1878, deportiert 1942, Theresienstadt, tot 30.4.1944                                                                    | 81 Stolpersteine Mozartstrasse links vom Eingang des St. Bonifatius Wohn- und Pflegeheims  |           |
| Mozartstraße vor St. Bonifatius Wohn- und Pflegeheim links der Einfahrt (Lage)  | 23. Sep. 2012 | Hier wohnte Louis Kaufmann, Jg. 1861, deportiert 1942, Theresienstadt, tot 14.8.1942                                                                             | 81 Stolpersteine Mozartstrasse links vom Eingang des St. Bonifatius Wohn- und Pflegeheims  |           |
| Mozartstraße vor St. Bonifatius Wohn- und Pflegeheim links der Einfahrt (Lage)  | 23. Sep. 2012 | Hier wohnte Bernhard Gutmann, Jg. 1873, eingewiesen 1941, Jacoby’schen Anstalt, Bendorf-Sayn, tot 27.11.1941                                                     | 81 Stolpersteine Mozartstrasse links vom Eingang des St. Bonifatius Wohn- und Pflegeheims  |           |
| Mozartstraße vor St. Bonifatius Wohn- und Pflegeheim links der Einfahrt (Lage)  | 23. Sep. 2012 | Hier wohnte Hermann Buxbaum, Jg. 1857, deportiert 1942, Theresienstadt, tot 3.1.1944                                                                             | 81 Stolpersteine Mozartstrasse links vom Eingang des St. Bonifatius Wohn- und Pflegeheims  |           |
| Mozartstraße vor St. Bonifatius Wohn- und Pflegeheim links der Einfahrt (Lage)  | 23. Sep. 2012 | Hier wohnte Elisabeth Keller, geb. Mayer, Jg. 1864, deportiert 1942, Theresienstadt, tot 6.8.1942                                                                | 81 Stolpersteine Mozartstrasse links vom Eingang des St. Bonifatius Wohn- und Pflegeheims  |           |
| Mozartstraße vor St. Bonifatius Wohn- und Pflegeheim links der Einfahrt (Lage)  | 23. Sep. 2012 | Hier wohnte Gertrud Hecht, Jg. 1900, 1934 Dortmund, ??? | 81 Stolpersteine Mozartstrasse links vom Eingang des St. Bonifatius Wohn- und Pflegeheims  |           |
| Mozartstraße vor St. Bonifatius Wohn- und Pflegeheim links der Einfahrt (Lage)  | 23. Sep. 2012 | Hier wohnte Louis Otto Joseph Cahn, Jg. 1868, tot 16.2.1939 | 81 Stolpersteine Mozartstrasse links vom Eingang des St. Bonifatius Wohn- und Pflegeheims  |           |
| Mozartstraße vor St. Bonifatius Wohn- und Pflegeheim links der Einfahrt (Lage)  | 23. Sep. 2012 | Hier wohnte Emma Kobler, geb. Levy, Jg. 1864, deportiert 1942, Theresienstadt, tot 12.8.1942                                                                     | 81 Stolpersteine Mozartstrasse links vom Eingang des St. Bonifatius Wohn- und Pflegeheims  |           |
| Mozartstraße vor St. Bonifatius Wohn- und Pflegeheim links der Einfahrt (Lage)  | 23. Sep. 2012 | Hier wohnte Adolf Heilberg, Jg. 1862, deportiert 1942, Theresienstadt, tot 12.1.1943                                                                             | 81 Stolpersteine Mozartstrasse links vom Eingang des St. Bonifatius Wohn- und Pflegeheims  |           |
| Mozartstraße vor St. Bonifatius Wohn- und Pflegeheim links der Einfahrt (Lage)  | 23. Sep. 2012 | Hier wohnte Erna Rosa Cohen, Jg. 1910, Flucht 1937 Holland, interniert Westerborg deportiert 1942, Auschwitz, ermordet 30.9.1942                                 | 81 Stolpersteine Mozartstrasse links vom Eingang des St. Bonifatius Wohn- und Pflegeheims  |           |
| Mozartstraße vor St. Bonifatius Wohn- und Pflegeheim links der Einfahrt (Lage)  | 23. Sep. 2012 | Hier wohnte Meier Schija Königsbuch, Jg. 1859, tot 5.5.1937 | 81 Stolpersteine Mozartstrasse links vom Eingang des St. Bonifatius Wohn- und Pflegeheims  |           |
| Mozartstraße vor St. Bonifatius Wohn- und Pflegeheim links der Einfahrt (Lage)  | 23. Sep. 2012 | Hier wohnte Ruth Heilbronn, Jg. 1921, 1941 Lingen, deportiert 1941, Riga, Stutthof, befreit/überlebt                                                             | 81 Stolpersteine Mozartstrasse links vom Eingang des St. Bonifatius Wohn- und Pflegeheims  |           |
| Mozartstraße vor St. Bonifatius Wohn- und Pflegeheim links der Einfahrt (Lage)  | 23. Sep. 2012 | Hier wohnte Levy Cohen, Jg. 1870, deportiert 1942, Theresienstadt, 1942 Treblinka, ermordet                                                                      | 81 Stolpersteine Mozartstrasse links vom Eingang des St. Bonifatius Wohn- und Pflegeheims  |           |
| Mozartstraße vor St. Bonifatius Wohn- und Pflegeheim links der Einfahrt (Lage)  | 23. Sep. 2012 | Hier wohnte Lore Kronenberg, Jg. 1924, 1940 Dortmund, deportiert 1942, Theresienstadt, 1944 Auschwitz, ermordet                                                  | 81 Stolpersteine Mozartstrasse links vom Eingang des St. Bonifatius Wohn- und Pflegeheims  |           |
| Mozartstraße vor St. Bonifatius Wohn- und Pflegeheim links der Einfahrt (Lage)  | 23. Sep. 2012 | Hier wohnte Julius Heimann, Jg. 1869, Dortmund, tot 16.1.1941 | 81 Stolpersteine Mozartstrasse links vom Eingang des St. Bonifatius Wohn- und Pflegeheims  |           |
| Mozartstraße vor St. Bonifatius Wohn- und Pflegeheim links der Einfahrt (Lage)  | 23. Sep. 2012 | Hier wohnte Lina Cohen, Jg. 1868, deportiert 1942, Theresienstadt, 1942 Treblinka, ermordet                                                                      | 81 Stolpersteine Mozartstrasse links vom Eingang des St. Bonifatius Wohn- und Pflegeheims  |           |
| Mozartstraße vor St. Bonifatius Wohn- und Pflegeheim links der Einfahrt (Lage)  | 23. Sep. 2012 | Hier wohnte Carl Landau, Jg. 1859, 'verlegt’ 1942, Schlosshof / Bielefeld tot 16.9.1942                                                                          | 81 Stolpersteine Mozartstrasse links vom Eingang des St. Bonifatius Wohn- und Pflegeheims  |           |
| Mozartstraße vor St. Bonifatius Wohn- und Pflegeheim links der Einfahrt (Lage)  | 23. Sep. 2012 | Hier wohnte Sofie Heimann, Jg. 1892, 1940 Bonn, deportiert 1942, Sobibor, ermordet                                                                               | 81 Stolpersteine Mozartstrasse links vom Eingang des St. Bonifatius Wohn- und Pflegeheims  |           |
| Mozartstraße vor St. Bonifatius Wohn- und Pflegeheim links der Einfahrt (Lage)  | 23. Sep. 2012 | Hier wohnte Luise Cohn, geb. Herz, Jg. 1850, tot 31.1.1933 | 81 Stolpersteine Mozartstrasse links vom Eingang des St. Bonifatius Wohn- und Pflegeheims  |           |
| Mozartstraße vor St. Bonifatius Wohn- und Pflegeheim links der Einfahrt (Lage)  | 23. Sep. 2012 | Hier wohnte Max Leven, Jg. 1854, deportiert 1942, Theresienstadt, 1942 Treblinka, ermordet                                                                       | 81 Stolpersteine Mozartstrasse links vom Eingang des St. Bonifatius Wohn- und Pflegeheims  |           |
| Mozartstraße vor St. Bonifatius Wohn- und Pflegeheim links der Einfahrt (Lage)  | 23. Sep. 2012 | Hier wohnte Mathilde Heinemann, Jg. 1864, deportiert 1942, Theresienstadt, 1942 Treblinka, ermordet                                                              | 81 Stolpersteine Mozartstrasse links vom Eingang des St. Bonifatius Wohn- und Pflegeheims  |           |
| Mozartstraße vor St. Bonifatius Wohn- und Pflegeheim links der Einfahrt (Lage)  | 23. Sep. 2012 | Hier wohnte Elli Daniel, Jg. 1894, deportiert 1942, Zamosc, ermordet                                                                                             | 81 Stolpersteine Mozartstrasse links vom Eingang des St. Bonifatius Wohn- und Pflegeheims  |           |
| Mozartstraße vor St. Bonifatius Wohn- und Pflegeheim links der Einfahrt (Lage)  | 23. Sep. 2012 | Hier wohnte Abraham Levy, Jg. 1854, deportiert 1942, Theresienstadt, tot 1.8.1942                                                                                | 81 Stolpersteine Mozartstrasse links vom Eingang des St. Bonifatius Wohn- und Pflegeheims  |           |
| Mozartstraße vor St. Bonifatius Wohn- und Pflegeheim links der Einfahrt (Lage)  | 23. Sep. 2012 | Hier wohnte Naftali Heine, Jg. 1848, tot 13.10.1935 | 81 Stolpersteine Mozartstrasse links vom Eingang des St. Bonifatius Wohn- und Pflegeheims  |           |
| Mozartstraße vor St. Bonifatius Wohn- und Pflegeheim links der Einfahrt (Lage)  | 23. Sep. 2012 | Hier wohnte Calmann Dannebaum, Jg. 1853, 1939 Köln, ??? | 81 Stolpersteine Mozartstrasse links vom Eingang des St. Bonifatius Wohn- und Pflegeheims  |           |
| Mozartstraße vor St. Bonifatius Wohn- und Pflegeheim links der Einfahrt (Lage)  | 23. Sep. 2012 | Hier wohnte Johanna Levy, Jg. 1871, tot 18.3.1933 | 81 Stolpersteine Mozartstrasse links vom Eingang des St. Bonifatius Wohn- und Pflegeheims  |           |
| Mozartstraße vor St. Bonifatius Wohn- und Pflegeheim links der Einfahrt (Lage)  | 23. Sep. 2012 | Hier wohnte Ruth Herz, Jg. 1926, 1941 Munster, deportiert 1941, Riga, 1942 Auschwitz, ermordet                                                                   | 81 Stolpersteine Mozartstrasse links vom Eingang des St. Bonifatius Wohn- und Pflegeheims  |           |
| Mozartstraße vor St. Bonifatius Wohn- und Pflegeheim links der Einfahrt (Lage)  | 23. Sep. 2012 | Hier wohnte Ruben Dieckhoff, Jg. 1860, tot 11.1.1941 | 81 Stolpersteine Mozartstrasse links vom Eingang des St. Bonifatius Wohn- und Pflegeheims  |           |
| Mozartstraße vor St. Bonifatius Wohn- und Pflegeheim links der Einfahrt (Lage)  | 23. Sep. 2012 | Hier wohnte Ludwig Lilienthal, Jg. 1858, tot 12.1.1935 | 81 Stolpersteine Mozartstrasse links vom Eingang des St. Bonifatius Wohn- und Pflegeheims  |           |
| Mozartstraße vor St. Bonifatius Wohn- und Pflegeheim links der Einfahrt (Lage)  | 23. Sep. 2012 | Hier wohnte Gerda Betty Herzberg, Jg. 1922, 1941 Detmold, deportiert 1942, Theresienstadt, 1944 Auschwitz, ermordet                                              | 81 Stolpersteine Mozartstrasse links vom Eingang des St. Bonifatius Wohn- und Pflegeheims  |           |
| Mozartstraße vor St. Bonifatius Wohn- und Pflegeheim links der Einfahrt (Lage)  | 23. Sep. 2012 | Hier wohnte Jacob Dreifuss, Jg. 1884, 1941 Köln, ??? | 81 Stolpersteine Mozartstrasse links vom Eingang des St. Bonifatius Wohn- und Pflegeheims  |           |
| Mozartstraße vor St. Bonifatius Wohn- und Pflegeheim links der Einfahrt (Lage)  | 23. Sep. 2012 | Hier wohnte Ottilie Lilienthal, geb. Frankenstein, Jg. 1860, deportiert 1942, Theresienstadt, tot 26.12.1942                                                     | 81 Stolpersteine Mozartstrasse links vom Eingang des St. Bonifatius Wohn- und Pflegeheims  |           |
| Mozartstraße vor St. Bonifatius Wohn- und Pflegeheim links der Einfahrt (Lage)  | 23. Sep. 2012 | Hier wohnte Moritz Heymann, Jg. 1853, deportiert 1942, Theresienstadt, 1942 Treblinka, ermordet                                                                  | 81 Stolpersteine Mozartstrasse links vom Eingang des St. Bonifatius Wohn- und Pflegeheims  |           |
| Mozartstraße vor St. Bonifatius Wohn- und Pflegeheim links der Einfahrt (Lage)  | 23. Sep. 2012 | Hier wohnte Pauline Durlacher, Jg. 1866, Köln, tot 1.9.1940 | 81 Stolpersteine Mozartstrasse links vom Eingang des St. Bonifatius Wohn- und Pflegeheims  |           |
| Mozartstraße vor St. Bonifatius Wohn- und Pflegeheim links der Einfahrt (Lage)  | 23. Sep. 2012 | Hier wohnte Emma Lindenbaum, Jg. 1874, deportiert 1942, Theresienstadt, tot 15.3.1943                                                                            | 81 Stolpersteine Mozartstrasse links vom Eingang des St. Bonifatius Wohn- und Pflegeheims  |           |
| Mozartstraße vor St. Bonifatius Wohn- und Pflegeheim links der Einfahrt (Lage)  | 23. Sep. 2012 | Hier wohnte Regina Haymann, Jg. 1880, Köln, tot 6.8.1940 | 81 Stolpersteine Mozartstrasse links vom Eingang des St. Bonifatius Wohn- und Pflegeheims  |           |
| Mozartstraße vor St. Bonifatius Wohn- und Pflegeheim links der Einfahrt (Lage)  | 23. Sep. 2012 | Hier wohnte Emilie Elsbach, geb. Goldschmidt, Jg. 1850, tot 6.9.1936                                                                                             | 81 Stolpersteine Mozartstrasse links vom Eingang des St. Bonifatius Wohn- und Pflegeheims  |           |
| Mozartstraße vor St. Bonifatius Wohn- und Pflegeheim links der Einfahrt (Lage)  | 23. Sep. 2012 | Hier wohnte Emma Lipper, geb. Examus, Jg. 1870, deportiert 1942, Theresienstadt, 1942 Treblinka, ermordet                                                        | 81 Stolpersteine Mozartstrasse links vom Eingang des St. Bonifatius Wohn- und Pflegeheims  |           |
| Mozartstraße vor St. Bonifatius Wohn- und Pflegeheim links der Einfahrt (Lage)  | 23. Sep. 2012 | Hier wohnte Berta Hirsch, geb. Klee, Jg. 1864, deportiert 1942, Theresienstadt, tot 14.3.1943                                                                    | 81 Stolpersteine Mozartstrasse links vom Eingang des St. Bonifatius Wohn- und Pflegeheims  |           |
| Mozartstraße vor St. Bonifatius Wohn- und Pflegeheim links der Einfahrt (Lage)  | 23. Sep. 2012 | Hier wohnte Hugo Feidelberg, Jg. 1873, tot 25.12.1939 | 81 Stolpersteine Mozartstrasse links vom Eingang des St. Bonifatius Wohn- und Pflegeheims  |           |
| Mozartstraße vor St. Bonifatius Wohn- und Pflegeheim links der Einfahrt (Lage)  | 23. Sep. 2012 | Hier wohnte Ida Löhnberg, Jg. 1853, 'verlegt’ 1942, Schlosshof/Bielefeld, deportiert 1943, Theresienstadt, tot 27.6.1943                                         | 81 Stolpersteine Mozartstrasse links vom Eingang des St. Bonifatius Wohn- und Pflegeheims  |           |
| Mozartstraße vor St. Bonifatius Wohn- und Pflegeheim links der Einfahrt (Lage)  | 23. Sep. 2012 | Hier wohnte Helene Höhlenberg, Jg. 1889, eingewiesen 1933, mehrere Anstalten, 'verlegt’ 1940, Landes-Pflegeanstalt, Brandenburg, ermordet 27.9.1940              | 81 Stolpersteine Mozartstrasse links vom Eingang des St. Bonifatius Wohn- und Pflegeheims  |           |
| Nordring 12 ·                                                                   | 8. Dez. 2008 | Hier wohnte Dr. Max Mond, Jg. 1892, verhaftet 1938, Sachsenhausen, Flucht 1939, USA, überlebt                                                                    |                                                                                            |           |
| Nordring 12 ·                                                                   | 8. Dez. 2008 | Hier wohnte Else Mond, geb. Löwenstein, Jg. 1894, Flucht 1939, USA, überlebt                                                                                     |                                                                                            |           |
| Nordring 12 ·                                                                   | 8. Dez. 2008 | Hier wohnte Ernst Mond, Jg. 1924, Flucht 1939, USA, überlebt |                                                                                            |           |
| Nordring 12 ·                                                                   | 8. Dez. 2008 | Hier wohnte Marianne Mond, Jg. 1927, Flucht 1939, USA, überlebt                                                                                                  |                                                                                            |           |
| Schäferstraße 37 ·                                                              | 14. Juli 2009 | Hier wohnte Otto Selig, Jg. 1879, deportiert 1942, Zamosc, ???                                                                                                   |                                                                                            |           |
| Schäferstraße 37 ·                                                              | 14. Juli 2009 | Hier wohnte Elsa Selig, geb. Horwitz, Jg. 1883, deportiert 1942, Zamosc, ???                                                                                     |                                                                                            |           |
| Schäferstraße 37 ·                                                              | 14. Juli 2009 | Hier wohnte Henriette Selig, Jg. 1884, deportiert 1942, Zamosc, ???                                                                                              |                                                                                            |           |
| Schäferstraße 37 ·                                                              | 14. Juli 2009 | Hier wohnte Bernhard Selig, Jg. 1885, deportiert 1942, Theresienstadt, Auschwitz, ermordet                                                                       |                                                                                            |           |
| Schäferstraße 37 ·                                                              | 14. Juli 2009 | Hier wohnte Elfriede Selig, Jg. 1893, deportiert 1942, Zamosc, ???                                                                                               |                                                                                            |           |
| Schäferstraße 37 ·                                                              | 14. Juli 2009 | Hier wohnte Hedwig Selig, Jg. 1895, deportiert 1942, Zamosc, ???                                                                                                 |                                                                                            |           |
| Schäferstraße 37 ·                                                              | 14. Juli 2009 | Hier wohnte Ruth Selig, Jg. 1915, Flucht 1938, Palästina, überlebt                                                                                               |                                                                                            |           |
| Schäferstraße 37 ·                                                              | 14. Juli 2009 | Hier wohnte Edith Selig, Jg. 1916, Flucht 1938, Palästina, überlebt                                                                                              |                                                                                            |           |
| Südring 11a                                                                     | | Hier wohnte Siegmund Elkan, Jg. 1882 Deportiert 1942 Zamosc ermordet                                                                                             | Stolpersteine Elkan                                                                        |           |
| Südring 11a                                                                     | Hier wohnte Helene Elkan, Geb. Müller Jg. 1885 Deportiert 1942 Zamosc ermordet                                             | | Stolpersteine Elkan                                                                        |           |
| Südring 11a                                                                     | Hier wohnte Erwin Elkan, Jg. 1924 deportiert ermordet                                                                      | | Stolpersteine Elkan                                                                        |           |
| Vaersthausener Straße 38 (Lage)                                                 | 06. Februar 2018 | Hier wohnte Reinhard Drücke, Jg. 1912, verhaftet 1941, verurteilt 21.10.1941, §175, Sachsenhausen, 1942 Gross-Rosen, 1945 Dachau, befreit                        | Stolperstein                                                                               |           |
| Weberstraße 26 (Lage)                                                           | 12. Aug. 2010 | Hier wohnte Rosalie Hurwitz, geb. Kupferschlag, Jg. 1872, deportiert 1942, Theresienstadt, Treblinka ermordet                                                    |                                                                                            |           |
| Weberstraße 26 (Lage)                                                           | 12. Aug. 2010 | Hier wohnte Sally Kupferschlag, Jg. 1877, Flucht 1939, England, überlebt                                                                                         |                                                                                            |           |
| Weberstraße 26 (Lage)                                                           | 12. Aug. 2010 | Hier wohnte Anna Kupferschlag, geb. Weinberg, Jg. 1881, Flucht 1939, England, überlebt                                                                           |                                                                                            |           |